# Divojevići
Divojevići – wieś w Chorwacji, w żupanii splicko-dalmatyńskiej, w gminie Lećevica. W 2011 roku liczyła 49 mieszkańców.